# Благой Видов
Благой (Блаже) Петров Видов, наричан Горчивко или Тръстенички, е български общественик и революционер, деец на Вътрешната македонска революционна организация.

## Биография
Роден е през 1903 година в град Кавадарци, тогава в Османската империя, днес в Северна Македония. Образованието му преминава в родния му град, както и в Белград и Скопие. От 1927 година се установява в София. Благой Видов е активен деец на ВМРО. След 1926 година събира насилствено пари и абонати за вестник „Македония“, заради което членът на Централния комитет на ВМРО Йордан Гюрков иска „развратникът да се накаже много строго“. Близък е на ръководителя на ВМРО Иван Михайлов до убийството на Александър Протогеров през 1928 година, когато застава на страната на Протогеровистите. През 1932 година участва в убийството на михайловиста Симеон Евтимов, заплатено от сръбския полковник Джорджевич с 20 млн. лева и извършено пред царския дворец по изрично негово желание. Работи в Дирекция Храноизнос, като в периода 1941 – 1944 по време на Българското управление на Вардарска Македония работи там на същата позиция. Редактор е на излизащия в 1942 година в Кавадарци български вестник „Тиквеш“.
След Деветосептемврийския преврат от 1944 година заема различни постове. През 1949 година е сътрудник на вестниците „Пиринско дело“ и „Народна армия“, както и на списание „Славяни“. В Благоевградския клон на Държавна агенция „Архиви“ се пазят три негови отворени писма до политиците и учените в Социалистическа република Македония срещу водената от тях антибългарска пропаганда. Там се съхраняват и биографичните му очерци за Яне Сандански, Методи Алексиев, Иван Куюмджиев с оценки за Илинденското въстание, ВМОРО и Тодор Александров. Участва и в дейността на Македонския културен дом в София.
Умира през 1980 година в София.